# Dimer

Beispiel: Carbonsäure-Dimer

Ein Dimer ist ein Molekül oder ein Molekülverbund, der aus zwei oft identischen Untereinheiten, den Monomeren, besteht. In Bezug auf die Größe, die Molekülmasse und die Komplexität ist das Dimer das einfachste Oligomer bzw. Polymer. Den Vorgang der Dimerbildung bezeichnet man als Dimerisation.
Im weiteren Sinn wird auch die Geometrie der Viruspartikel der Zwillingsviren aus der Familie Geminiviridae als dimer bezeichnet.

## Homodimere und Heterodimere
Dimere werden unterteilt in:
- Homodimere: die beiden Monomere sind identisch
- Heterodimere: die beiden Monomere sind unterschiedlich, allerdings häufig sehr ähnlich.

## Verknüpfungsarten
Die Untereinheiten in Dimeren können unterschiedlich miteinander verbunden sein. Die häufigste Art ist die kovalente Bindung. Stark polare Verbindungen oder Proteine können auch nicht-kovalente Dimere bilden, bei denen Van-der-Waals-, Dipol-, elektrostatische und hydrophobe Wechselwirkungen sowie Wasserstoffbrücken für den Zusammenhalt eine entscheidende Rolle spielen.

## Beispiele
- Atome der 1. (Wasserstoff und Lithium), 5. (Stickstoff) 6. (Sauerstoff) und 7. Hauptgruppe (Halogene wie Fluor und Chlor) des Periodensystems bilden kovalente Homodimere.
- Komplexe der Übergangsmetalle schließen sich vereinzelt zu Dimeren zusammen. Meist findet die Verknüpfung über eine Mehrfachbindung statt.
- Manche – vorwiegend organische – Verbindungen bilden Homodimere durch intramolekulare Wasserstoffbrückenbindungen, beispielsweise die Essigsäure.
- Die häufigsten Dimere sind verschiedene Arten von Zuckern; z. B. ist Saccharose ein Heterodimer aus einem Glucose- und einem Fructose-Molekül und Cellobiose ist ein Homodimer aus zwei Glucose-Einheiten. Diese Dimere werden als Disaccharide (veraltet Zweifachzucker) bezeichnet.
- Auch Proteine können als Di- oder Oligomere aus mehreren Polypeptidketten bestehen. Hier tritt dann ein Dimer einer polymeren Verbindung auf, etwa bei den Fumarasen I oder den Phytochromen.
- Speziell bei der DNA kann durch die mutagene Wirkung des UV-Lichts ein Thymin-Dimer, also ein Dimer zweier nebeneinander liegender Thymin-Basen, entstehen, was zu einem Fehler bei der Replikation führen kann.